# Taking Back Sunday

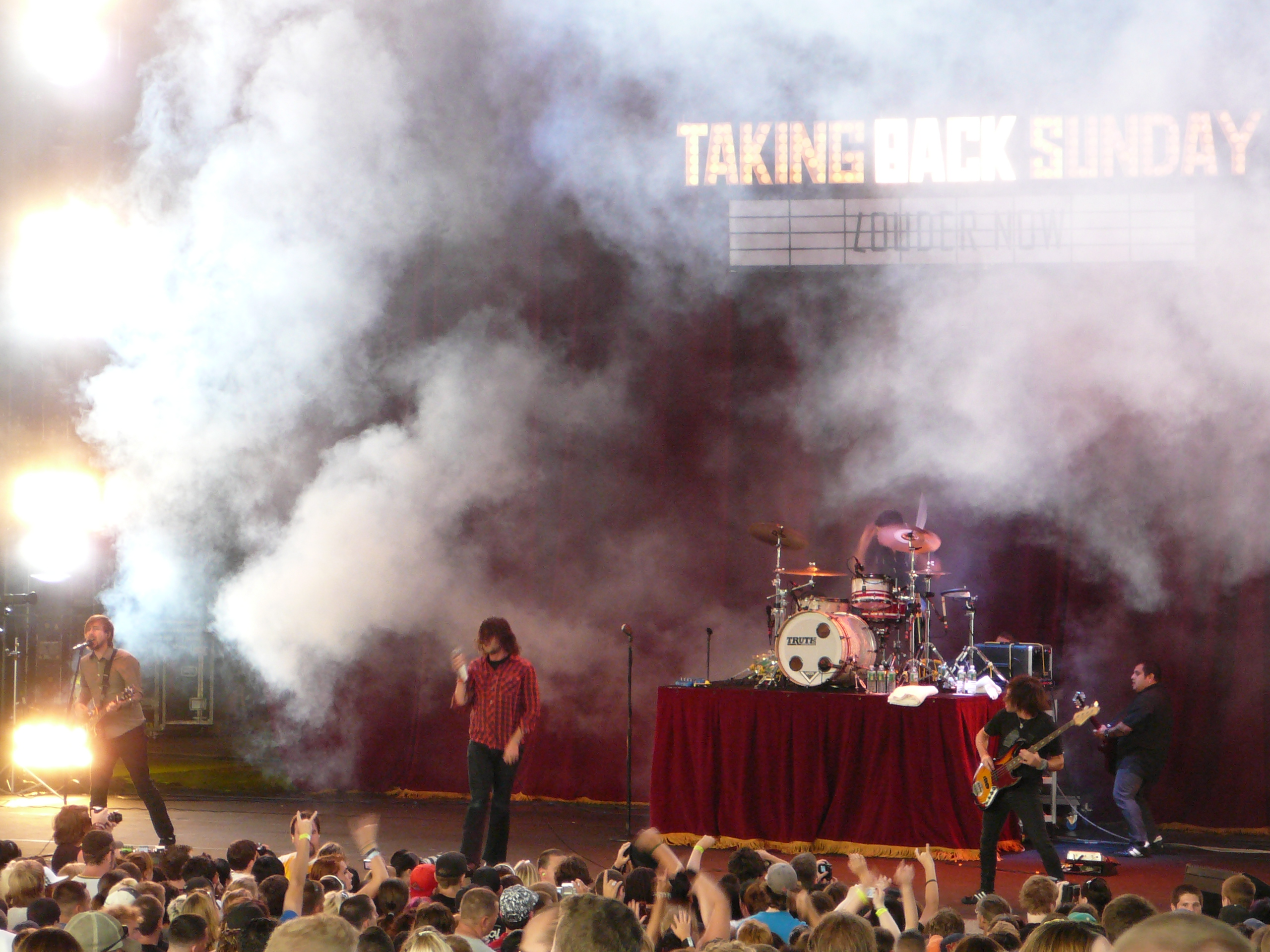
Tankin Back Sunday in 2007

Taking Back Sunday is een alternative-rockband uit de Amerikaanse stad New York.

## Biografie
Antonio Longo, John Nolan, Eddie Reyes, Jesse Lacey en Mark O'Connell vormden deze band in 2001 en brachten toen de ep "Taking Back Sunday" uit. De band zelf bestaat al sinds 1999 maar toen was de band incompleet. De echte stichter is Eddie Reyes.
Antonio Longo en Jesse Lacey verlieten de band en werden vervangen door Shaun Cooper en Adam Lazzara. In 2002 brachten ze hun debuutalbum "Tell All Your Friends" uit. In 2003 verlieten John Nolan en Shaun Cooper de band en even werd het voortbestaan van de band bedreigd door een tekort aan nieuwe bandleden. Fred Mascherino en Matt Rubano werden de vervangers.
In 2004 kwam hun tweede album uit: "Where You Want To Be". Ze werden snel bekender door te toeren maar vooral door met een nummer bij te dragen aan de Spider-Man 2-soundtrack alsook aan een videospel. In 2006 kwam hun derde album uit, "Louder Now", alsook de gelijknamige dvd.
In oktober 2008 kondigde de band aan dat gitarist Fred Mascherino de band zou verlaten. Hij werd vervangen door Matthew Fazzi, die de gitaar en zang van Fred Mascherino overnam. De band heeft later het nummer "Capital M-E" geschreven, wat gaat over het vertrek en bepaalde opmerkingen van Fred Mascherino.
Op 6 november 2008 kondigde de band aan dat hun vierde studioalbum "New Again" zou heten en de nummers "Winter Passing", "Lonely Lonely", "Catholic Knees", en "Carpathia zou bevatten. Alleen "Winter Passing" is van deze nummers niet op het album verschenen. Op 2 juni 2009 is het nieuwe album uitgekomen.
April 2010 liet de band weten druk te zijn met het schrijven van een nieuw album, maar zonder nieuwkomer Matthew Fazzi en bassist Matt Rubano. De geruchten gaan dat de band terugkeert in de bezetting ten tijde van het debuutalbum "Tell All Your Friends".

## Discografie

### Albums
- Tell All Your Friends (2002)
- Where You Want to Be (2004)
- Louder Now (2006)
- New Again (2009)
- Self-titled (2011)
- Happiness Is (2014)
- Tidal Wave (2016)

### Ep's
- Taking Back Sunday(2001)
- Lullaby (2001)
- Tell All Your Friends Demo (2002)

### dvd's
- The Louder Now DVD: Partone (2006)
- The Louder Now DVD: PartTwo
- Live From Orensanz Film